# Forêt de Fontfroide
La forêt de Fontfroide est située sur un massif escarpé aux abords de la Méditerranée.

## Géographie

### Localisation
Située dans l'Aude dans les Corbières maritimes, la forêt se trouve dans le massif de Fontfroide, à l’extrême Nord-Est du massif des Corbières.
Elle s'étend sur 10 communes du département de l'Aude :
- Saint-André-de-Roquelongue
- Bizanet
- Narbonne
- Bages
- Peyriac-de-Mer
- Portel-des-Corbières
- Villesèque-des-Corbières
- Fontjoncouse
- Thézan-des-Corbières
- Montséret

### Voies de communication
L'autoroute 9 et l'autoroute 61 longent la forêt. Elle est par ailleurs traversée par de nombreuses pistes forestières.

## Patrimoine naturel

### Protection
Le massif de Fontfroide, incluant la forêt du même nom, est une ZNIEFF, ayant statut de site naturel inscrit et classé selon la loi de 1930. L'ensemble constitue une zone de protection spéciale selon la directive Oiseaux.
La zone fait aussi partie du site Natura 2000 "Corbières orientales".

### Flore
Les plantes de maquis sont présentes sur tout le massif. On trouve aussi des bruyères ou des cistes.

## Composition
La forêt est principalement composée de pins maritimes dont le pin maritime des Corbières, plantés par l'Office national des forêts. Mais on y trouve aussi de nombreux chênes verts, des pins d'Alep et pins parasols. On retrouve abondamment les bruyères, ou encore les arbousiers sur les sols siliceux. Sur le versant maritime, versant aride, les garrigues abondent. Sur les replats élevés quelques futaies de chêne blanc sont discernables, comme aux alentours du roc de Fontfroide.

## Lieux remarquables
La forêt de Fontfroide accueille la célèbre abbaye cistercienne du même nom. L'abbaye se trouve au cœur de la forêt, seule la croix qui marque son emplacement est visible depuis la départementale 613.
La forêt de Fontfroide est également traversée par une branche de la voie Domitienne (ou Herculéenne)[réf. nécessaire].